# Senyiu
Senyiu és un poble del municipi de Montanui, de la comarca de la Ribagorça, a la província d'Osca, a la Comunitat Autònoma de l'Aragó, dins la Franja de Ponent. Està situat a 1.350 metres d'altitud sobre un turó, des d'on es pot veure la vall de Castanesa, a l'interfluvi de l'Isàvena i la Valira de Castanesa.
L'any 2006 tenia 19 habitants. El març del 2012 els seus habitants van haver d'abandonar les seves cases amb motiu d'un gran incendi forestal.
Podem arribar a Senyiu per la carretera N-260, pel tram que va des de Pont de Suert a Castilló de Sos, agafant després del km 364 un desviament a l'esquerra.

## Història
Al segle x, en l'edat mitjana, va tenir un gran valor històric. A l'antiga Ribagorça, la parròquia es convertí en una petita entitat senyorial en mans del rector d'església i la seva família. Aquesta situació no va ser generalitzada, però sí que va ser una realitat al temple Sant Pere de Senyiu, i a La Vall de Bardaixí i Castanesa respectivament.

## Economia
Dedicat econòmicament a tasques agropecuàries. Al municipi els cereals i farratges són la base de la seua agricultura.